# Giuliano Giovetti
Giuliano Giovetti (Spilamberto, 17 gennaio 1927 – Milano, 22 giugno 2012) è stato un calciatore e disegnatore italiano.
È scomparso nel 2012 all'età di 85 anni dopo una lunga malattia.

## Carriera
Giocò in Serie A con Modena, Como e Torino, totalizzando complessivamente 79 presenze e 22 reti in massima serie. Ha inoltre disputato 54 incontri, con 14 reti all'attivo, in Serie B con le maglie di Modena e Verona.

## Disegnatore
Inizia la collaborazione con riviste satiriche come La Ghirlandina e il Marc'Aurelio, e dal 1957 diventa illustratore per la Rizzoli e per la Arnoldo Mondadori Editore. Disegna diversi episodi di Zorro per la Disney dal 1969 al 1971. Per Tuttosport comincia a creare una serie di fumetti come Calcio Amarcord e Il Gioco del Calcio. Continuando a lavorare come fumettista sportivo, crea la serie di Bob Kent su Il Giornalino nel 1978 e inizia una lunga collaborazione alla Gazzetta dello Sport.